# Louise Fletcher
Estelle Louise Fletcher, född 22 juli 1934 i Birmingham, Alabama, död 23 september 2022 i Montdurausse i Tarn, Frankrike, var en amerikansk skådespelare. Hon gestaltade bland annat "syster Ratched" i filmen Gökboet (1975), en rollinsats för vilken hon belönades med en Oscar för bästa kvinnliga huvudroll. Hon är även känd som Kai Winn i TV-serien Star Trek: Deep Space Nine.

## Tidiga år
Fletcher föddes 1934 i Birmingham, Alabama som det andra av fyra barn till kyrkoherde Robert Capers Fletcher, en episkopal präst från Arab, Alabama, och Estelle Caldwell. Båda hennes föräldrar var helt döva och arbetade med döva och hörselskadade.

Fletchers far grundade fler än 40 kyrkor för döva i Alabama.

Fletcher och hennes syskon, Roberta, John och Georgianna, föddes alla utan hörselnedsättning;

Hon lärde sig tala av en hörandes nära släkting, som även introducerade henne för skådespeleri. Efter en tid vid University of North Carolina så reste hon till Los Angeles, där hon började arbeta som sekreterare dagtid och tog lektioner i skådespeleri på kvällarna.

## Filmografi i urval

### Filmer
| År   | Titel                      | Roll                             | Info |
| ---- | -------------------------- | -------------------------------- | --- |
| 1963 | A Gathering of Eagles      | Mrs. Kemler                      | Uncredited |
| 1974 | Thieves Like Us            | Mattie                           | |
| 1975 | Gökboet                    | syster Ratched                   | Academy Award for Best Actress BAFTA Award for Best Actress in a Leading Role Golden Globe Award for Best Actress – Motion Picture Drama New York Film Critics Circle Award for Best Supporting Actress (2nd place) |
| 1975 | Russian Roulette           | Midge                            | |
| 1977 | Exorcist II: The Heretic   | Dr. Gene Tuskin                  | |
| 1978 | Snacka om deckare, alltså! | Marlene DuChard                  | |
| 1979 | Natural Enemies            | Miriam Steward                   | |
| 1979 | Trollkarlen från Lublin    | Emilia                           | |
| 1979 | The Lady in Red            | Anna Sage                        | |
| 1980 | Mama Dracula               | Mama Dracula                     | |
| 1980 | The Lucky Star             | Loes Bakker                      | |
| 1981 | Strange Behavior           | Barbara Moorehead                | |
| 1983 | Brainstorm                 | Dr. Lillian Reynolds             | Saturn Award for Best Actress |
| 1983 | Strange Invaders           | Mrs. Benjamin                    | |
| 1983 | Overnight Sensation        | Eve Peregrine – 'E. K. Hamilton' | |
| 1984 | Eldfödd                    | Norma Manders                    | |
| 1984 | Talk to Me                 | Richard's mother                 | |
| 1999 | En djävulsk romans         | Helen Rosemond                   | |

### TV-serier
| År        | Titel                             | Roll                      | Info |
| --------- | --------------------------------- | ------------------------- | --- |
| 1958      | Flight                            |                           | "Red China Rescue" |
| 1961      | The Life and Legend of Wyatt Earp | Aithra McLowery           | "The Law Must Be Fair" |
| 1990      | In the Heat of the Night          | Catherine Tyler           | "December Days" |
| 1991      | Röster från andra sidan graven    | Agent                     | "Top Billing" |
| 1993–1999 | Star Trek: Deep Space Nine        | Winn Adami                | 14 avsnitt |
| 1995–1997 | VR.5                              | Mrs. Nora Bloom           | 6 avsnitt |
| 1996      | Småstadsliv                       | Christine Bey             | "Bye-Bye, Bey-Bey" "Three Weddings and a Meltdown" Nominated—Primetime Emmy Award for Outstanding Guest Actress in a Drama Series |
| 1998      | Advokaterna                       | Judge N. Swanson          | "Rhyme and Reason" |
| 2004      | Joan of Arcadia                   | Eva Garrison              | "Do the Math" Nominated—Primetime Emmy Award for Outstanding Guest Actress in a Drama Series                                      |
| 2005      | Sjunde himlen                     | Mrs. Wagner               | "Honor Thy Mother" |
| 2005      | Cityakuten                        | Roberta 'Birdie' Chadwick | "Refusal of Care" "Ruby Redux" "Carter est Amoureux"                                                                              |
| 2009      | Heroes                            | Doctor Coolidge           | "Chapter Two 'Ink'" "Chapter Four 'Hysterical Blindness'"                                                                         |
| 2010–2011 | Private Practice                  | Frances Wilder            | "Can't Find My Way Back Home" "The Hardest Part"                                                                                  |
| 2011      | Bones                             | Allison                   | "The Change in the Game" |
| 2011–2012 | Shameless                         | Peggy Gallagher           | 4 avsnitt |